# Denilho Cleonise
Denilson Edilson "Denilho" Cleonise (Amsterdam, 8 december 2001) is een Nederlands voetballer van Surinaamse afkomst die sinds 2023 als aanvaller voor RKC Waalwijk speelt. Hij speelde eerder in de jeugd van onder andere Ajax en kwam voor Genoa enkele wedstrijden uit in de Serie A.

## Carrière
Denilho Cleonise speelde in de jeugd van AVV Zeeburgia, Ajax, opnieuw Zeeburgia, AZ, de Wooter Academy en nogmaals Ajax. In 2018 verkaste hij naar het Italiaanse Genoa, waar hij in eerste instantie aansloot in de jeugd en een contract tot medio 2021 tekende. Hij debuteerde op 9 november 2019 op 17-jarige leeftijd voor Genoa in de Serie A, in een met 0-0 gelijkgespeelde uitwedstrijd tegen SSC Napoli. Hij kwam in de 80e minuut in het veld voor Goran Pandev. In het seizoen 2019/20 kwam hij tot vier competitiewedstrijden en één bekerwedstrijd voor Genoa. Het daaropvolgende seizoen kwam hij enkel uit voor het O19-elftal van de club.
In 2021 vertrok hij transfervrij bij Genoa. Als proefspeler sloot hij bij de start van de voorbereiding op seizoen 2021/22 aan bij FC Twente, waar hij uiteindelijk op 18 augustus een contract voor twee jaar tekende, met een optie voor nog eens twee jaar. In 2023 vertrok hij transfervrij bij FC Twente en tekende een contract voor twee jaar bij RKC Waalwijk.

## Clubstatistieken
| Seizoen        | Club           | Competitie     | Competitie | Competitie | Beker | Beker | Internationaal | Internationaal | Overig | Overig | Totaal | Totaal |
| Seizoen        | Club           | Competitie     | Wed.       | Dlp.       | Wed.  | Dlp.  | Wed.           | Dlp.           | Wed.   | Dlp.   | Wed.   | Dlp.   |
| -------------- | -------------- | -------------- | ---------- | ---------- | ----- | ----- | -------------- | -------------- | ------ | ------ | ------ | ------ |
| 2019/20        | Genoa CFC      | Serie A        | 4          | 0          | 1     | 0     | —              | —              | 0      | 0      | 5      | 0      |
| 2020/21        | Genoa CFC      | Serie A        | 0          | 0          | 0     | 0     | —              | —              | 0      | 0      | 0      | 0      |
| 2021/22        | FC Twente      | Eredivisie     | 18         | 0          | 2     | 0     | —              | —              | 0      | 0      | 20     | 0      |
| 2022/23        | FC Twente      | Eredivisie     | 13         | 1          | 0     | 0     | —              | —              | 0      | 0      | 13     | 1      |
| 2023/24        | RKC Waalwijk   | Eredivisie     | 19         | 1          | 1     | 0     | —              | —              | 0      | 0      | 20     | 1      |
| Carrièretotaal | Carrièretotaal | Carrièretotaal | 54         | 2          | 4     | 0     | 0              | 0              | 0      | 0      | 58     | 2      |

Bijgewerkt t/m 2 februari 2024.
1 Houwen ·
2 Lelieveld ·
3 Van den Buijs ·
4 Van Gelderen ·
5 Familia-Castillo ·
6 Oukili ·
7 Cleonise ·
8 Vroegh ·
9 Zawada  ·
11 Jakobsen ·
13 Kesting ·
14 Lokesa ·
16 Spenkelink ·
17 Van Eijma ·
18 Van der Water ·
19 Margaret ·
20 Takidine ·
21 Van Osch ·
22 Van de Loo ·
23 Van der Venne ·
24 Roemeratoe ·
28 Meijers ·
29 Kramer ·
30 Weidmann ·
31 Vogels ·
32 El Yaakoubi ·
33 Al Mazyani ·
34 Wouters ·
35 Felida ·
52 Ihattaren ·
Coach: Fraser
· Assistent-coach: Auassar
· Assistent-coach: Roorda
· Keeperstrainer: Tinus